# 斯特凡·烏羅什一世
斯特凡·烏羅什一世（約1223年—1277年5月1日），塞爾維亞國王，1243年至1276年在位。
斯特凡·烏羅什的父親是斯特凡·尼曼伊奇，母親是前威尼斯總督恩里科·丹多洛的孫女安娜·丹多洛。1243年，斯特凡·烏羅什接替哥哥瓦迪斯瓦夫成為塞爾維亞國王。

## 家庭
1245年至1250年間，斯特凡·烏羅什與安茹的海倫結婚，兩人共有2子1女：
1. 德拉古廷（約1244年—1316年）
2. 米盧丁（約1253年—1321年）
3. 貝恩雅察（英语：Brnjača）（約1253年—？年）